# Bittacus striatus
Bittacus striatus is een schorpioenvlieg uit de familie van de hangvliegen (Bittacidae). De wetenschappelijke naam van de soort is voor het eerst geldig gepubliceerd door Issiki in 1927.
De soort komt voor in Taiwan.